# Obodî, Bilopillea
Obodî (în ucraineană Ободи) este localitatea de reședință a comunei Obodî din raionul Bilopillea, regiunea Sumî, Ucraina.

## Demografie
Componența lingvistică a localității Obodî
     Ucraineană (93,57%)
     Rusă (4,82%)
Conform recensământului din 2001, majoritatea populației localității Obodî era vorbitoare de ucraineană (93,57%), existând în minoritate și vorbitori de rusă (4,82%).